# 夏目房之介
夏目 房之介（なつめ ふさのすけ、1950年8月18日 - ）は、日本の漫画批評家、漫画家、エッセイスト。自称は「漫画コラムニスト」。有限会社夏目房之介事務所代表取締役。元学習院大学大学院人文科学研究科教授。

## 経歴

### 生い立ち
1950年（昭和25年）、ヴァイオリニスト夏目純一の長男として、東京都港区高輪に生まれた。純一は夏目漱石の長男であり、房之介自身、若い頃には「漱石の孫」というレッテルを重荷に感じていたという。また、漱石の本名「金之助」と似た「房之介」という名前も嫌っていた。
母・嘉米子はハープ奏者で、特異な趣味人で蒐集家であった三田平凡寺の末娘である。チェリストで画家の雨田光弘は、母方を通じて房之介の従兄にあたる。房之介にとって「祖父」といえば、会ったことがない漱石ではなく、自分を可愛がってくれた平凡寺のことだという。また自分の資質にも、漱石より平凡寺の影響のほうが強いという。
教育熱心な母の意向で慶應義塾幼稚舎を受験したが、失敗する。区立高輪台小学校時代から漫画を描くのが大好きで、「マンガのなっちゃん」と呼ばれた。中学から青山学院に入学する。祖父が夏目漱石ということで、同級生の女の子から顔をまじまじと観察され、「おじいさん（漱石）はハンサムだったのにね」と心ない批評をされ傷ついたこともあった。国語の時間には、教師から「このクラスに漱石の孫がいるぞ」と言われるのが不愉快だったという。青山学院高等部在学中には美大進学も考えたものの結局は断念、青山学院大学文学部史学科に進み、中国史を専攻した。
大学在学中に実家を出て中野で恋人と同棲し、新宿や渋谷のジャズ喫茶に入り浸る青春を送った。吉本隆明、大江健三郎、ドストエフスキーなどを愛読していた。卒論のテーマは五四運動。

### イラストレーター
1973年（昭和48年）、卒業後に恋人と結婚して世田谷区給田に転居する。杉並区にあった小さな出版社「エルム社」の入社試験を受けたところ、「漱石の孫」と聞いて興味を持った社長の強力な後押しで採用が決定した。切手の雑誌『少年切手マガジン』の編集などに携わったが、就職後も片手間に挿絵イラストレーターとしての副収入を得、次第に仕事のウェイトを副業に移していた。就職3年目であった1976年（昭和51年）末にエルム社が倒産、夏目はそのままフリーのイラストレーターとして独立した。
この間、1975年に『週刊朝日』ナウナウ欄にイラストを発表。同年に作品集『漫画』を自費出版し、尊敬する手塚治虫に見てもらった。同時期に赤塚不二夫にも作品を見てもらったが、このときは酷評を受けた。
しとうきねおとの共著、『なにがなんでも目立つ本 恐怖の道化学入門!（徳間書店、1976年）『ひまつぶし哄笑読本』（ベストセラーズ・ワニの本、1978年）を続けて刊行し、漫画家・ライターのしとうきねおのパロディ精神から大きな影響を受けた。
このころ、しとうきねおの紹介もあり「漱石の孫が漫画を描いている」という話を聞きつけた『週刊朝日』の取材を受けた縁から、1978年に始まった同誌の新コーナー「デキゴトロジー」のイラストを担当するようになり、これが1982年（昭和57年）に『學問』として夏目をメインとした漫画コラムへと発展するに至った（なお『週刊朝日』には「デキゴトロジー」以前に、1975年に「ナウナウ欄」のイラストを担当、1977年に「神罰てきめんルポ」のイラストを担当している）。この連載が夏目の名を有名にし、漫画コラムニストとしての評価を固めた。
また、1984年（昭和59年）に漱石の肖像が千円札に採用されると、直系の子孫としてマスコミから取材を受ける（裁断前のシートの形で貰えました、ウソです、というようなギャグで返したりしている）。1986年（昭和61年）ディレクターが夏目のファンであった縁からTBSのクイズ番組『クイズダービー』に出演する。1988年（昭和63年）からNHK教育テレビの『土曜倶楽部』にレギュラー出演し、「夏目房之介の講座」コーナーを担当。以降、NHKにたびたび出演するようになる。

### 漫画家
1972年、作品「まんが」を雑誌『黒の手帖』に発表して漫画家デビュー。
漫画家としては、谷岡ヤスジや土田よしこ、佐々木マキの影響下にシュールな作風のギャグ漫画を発表していた。また、『月刊OUT』において『鉄人28号』や『仮面ライダー』のその後をパロディ漫画として描いており、これが後の“マンガ作品の一部を模写し分析する”という手法に繋がっていく。
1981年（昭和56年）、『マンガ少年』で『スペースドリフターズ -宇宙の漂流者たち-』の連載を開始する。「夏目漱石の孫」という触れ込みであったが、掲載されたのは良質なSF作品だった。しかし掲載誌の休刊により、5回で連載終了した。1984年（昭和59年）には、恋愛をテーマにした短編集『粋なトラブル』を出版した。

### 漫画評論
1992年（平成4年）、『手塚治虫はどこにいる』の上梓により漫画批評家としての評価を確立。ネームバリューを活かした多数の著作やテレビ出演によって、それまで一部の同人誌やマニア誌などで内輪話的に論じられてきた漫画評論のハードルを低くした。それと同時に、新たな漫画研究に対する指針を標榜した。しかし、本人はあくまでもコラムニストとしての活動であるとしており、研究自体は若手学者の論説を支持する程度にとどまる。
夏目の漫画評論は、それまでの漫画評論のように、作品のストーリー上のテーマを採り上げて分析するのではなく、「コマと描線」に着目して分析を行う手法を採っている。このように漫画の文法と呼べる表現技法を分析し、その複雑な内容を説き明かす「マンガ表現論」は、後に他の漫画批評家にも手法として取り入れられるようになった。その方法の集大成が、竹熊健太郎ほかのメンバーとプロジェクト・チームを作って制作した別冊宝島EX『マンガの読み方』（1995年）である。また、夏目はNHKの『NHK人間大学』で3ヶ月シリーズの「マンガはなぜ面白いのか その表現と文法」（1996年放送）を担当したが、「これを見て、初めてマンガの読み方を理解した」という高齢者からの感想が寄せられたという。
作品模写による引用・分析を得意とするが、この手法は書家の石川九楊から高く評されており、石川は書という芸術の分析評価方法との類似点を指摘している。漫画業界では、絵の引用は著作権者の許諾がいるという風潮が強いが、夏目は絵の引用は著作権法上、著作者の許諾は必要ないと主張した。夏目も当初は業界の慣例に従い許諾を得ていたが、1997年の『マンガと「戦争」』で無許諾の引用に踏み切った（ただし、引用の要件から外れると弁護士に指摘された絵はこの限りではない）。クレームをつけてきたところはあったが、夏目を訴えることはできなかった。なお、1992年発表の『手塚治虫はどこにいる』以降では、作品自体の絵を直接引用することが増えている。
小林よしのりが1997年に自著『新ゴーマニズム宣言』の絵を批判本に引用した上杉聰を東京地方裁判所に著作権法違反で訴えた際、上杉側は夏目の著書を引用が正当である証拠として提出した。最終的に、漫画の絵の引用は合法だが、コマの配列改変のみ違法との判決が出た（詳細は脱ゴーマニズム宣言事件の項を参照）。
NHK-BS2で1996年から2009年まで不定期に放送された『BSマンガ夜話』のレギュラーメンバーであり、番組中の作品を独自の切り口で解説する「夏目の目」のコーナーも担当した。
2008年4月、学習院大学の大学院に新設された人文科学研究科身体表象文化学専攻の教授に就任。2021年退任。このほか、花園大学の文学部創造表現学科にて客員教授を務めるとともに、京都大学の非常勤講師を務めている。

## 人物
- 年齢を重ねるにつれ、それまで「漱石の孫」とレッテルづけられて嫌っていた「漱石」に向き合うことに興味を抱く。1996年の『不肖の孫』では漱石と平凡寺のことを書いた。また、NHKの番組『世界わが心の旅』の企画でロンドンの漱石の下宿等を訪問したことから、その時に感じた内容をもとに2003年に『漱石の孫』を執筆した。2006年には『孫が読む漱石』を刊行した。「自分の中にある漱石と似た資質」を発見している。この年に妻と離婚しているが、あまり希望に満ちた結婚では無かったという[9]。なお、妻とは離婚から5年後の2009年に復縁した。
- 漱石の作品では、中学生の頃に読んだ『硝子戸の中』が一番好きであると著書で挙げている。
- 極度のあがり症であると自称する。祖父漱石と同じく胃腸が弱く、下戸であるが、大の甘党だった漱石とは違い、それほど甘い物は好まない。大の太極拳愛好家であり、気功についても造詣が深い。中国武術の馬貴派八卦掌を始めてからはそれまで虚弱体質だったのがすっかり健康になったという。その結果、小学5年生の孫を背中に乗せたまま、拳で腕立て伏せができるほどになった[10]。
- バリ島のファンでもある。またインドネシア産のタバコであるガラムを吸っていることが多い。
- 2ちゃんねるの漫画掲示板の夏目房之介スレッドに自ら本名で書き込んでいた時期がある。そのため一時期、大量の質問が寄せられた。しばらくして、これ以降は書き込まないと明言し終了した。
- 両親がクラシック奏者であるが、夏目自身は歌謡曲好きである。その理由として著書『漱石の孫』には、祖母の夏目鏡子が三橋美智也のファンで、祖母の家に遊びに行くと必ずといって良いほど三橋の曲が流れており、そのせいで歌謡曲好きになったという内容のことが書かれている。
- 1976年（昭和51年）に世田谷区松原のマンションを買ったものの、売主である会社が倒産し、登記をしていなかった夏目は裁判に巻き込まれて苦労したという。

## 親族
夏目の姓を名乗ってメディア出演するのは房之介だけなので、漱石関連の問い合わせは全て自分のところに来るといい、これが大変だと話している。長男の長男という、昔風にいえば嫡孫であるが、長女の筆子の血を引く2人の従姉の方がかなり年長である。なお、著作権が切れているので、漱石作品に関しての収入はない。
長男はフリーで編集者やライターをしている夏目倫之介（なつめ りんのすけ、本名：夏目麟之介、1974年 - ）。
- 祖父：夏目漱石（小説家）
- 祖母：夏目鏡子（随筆家）
- 祖父：三田平凡寺（蒐集家）
- 父：夏目純一（ヴァイオリン奏者）
- 叔父：夏目伸六（随筆家）
- 義伯父：松岡譲（小説家）
- 義伯父：雨田光平（箏曲家、彫刻家）
- 従姉：松岡陽子マックレイン（文学者）
- 従姉：半藤末利子（随筆家）
- 姪：Emi（音楽家）
- 従甥：夏目哲郎（音楽プロデューサー、作編曲家）
- 従甥：夏目一人（実業家）
- 従姪孫：夏目ひみか（歌手）[12]

|          |          |          |          |          |          |  |  |                 |                 |                 |                 |                 |                 |  |  |                 |                 |                 |                 | 夏目鏡子        | 夏目鏡子        | 夏目鏡子 | 夏目鏡子 | 夏目鏡子   | 夏目鏡子   |            |            | 夏目漱石   | 夏目漱石   | 夏目漱石 | 夏目漱石 | 夏目漱石   | 夏目漱石   |            |            |            |            |  |  |                       |                       |                       |                       |                       |                       |  |  |  |  |  |  |  |  |  |  |  |  |  |  |  |  |  |  |  |  |  |  |  |  |  |  |  |  |  |  |  |  |
|          |          |          |          |          |          |  |  |                 |                 |                 |                 |                 |                 |  |  |                 |                 |                 |                 | 夏目鏡子        | 夏目鏡子        | 夏目鏡子 | 夏目鏡子 | 夏目鏡子   | 夏目鏡子   |            |            | 夏目漱石   | 夏目漱石   | 夏目漱石 | 夏目漱石 | 夏目漱石   | 夏目漱石   |            |            |            |            |  |  |                       |                       |                       |                       |                       |                       |  |  |  |  |  |  |  |  |  |  |  |  |  |  |  |  |  |  |  |  |  |  |  |  |  |  |  |  |  |  |  |  |
|          |          |          |          |          |          |  |  |                 |                 |                 |                 |                 |                 |  |  |                 |                 |                 |                 |                 |                 |          |          |            |            |            |            |            |            |          |          |            |            |            |            |            |            |  |  |                       |                       |                       |                       |                       |                       |  |  |  |  |  |  |  |  |  |  |  |  |  |  |  |  |  |  |  |  |  |  |  |  |  |  |  |  |  |  |  |  |
|          |          |          |          |          |          |  |  |                 |                 |                 |                 |                 |                 |  |  |                 |                 |                 |                 |                 |                 |          |          |            |            |            |            |            |            |          |          |            |            |            |            |            |            |  |  |                       |                       |                       |                       |                       |                       |  |  |  |  |  |  |  |  |  |  |  |  |  |  |  |  |  |  |  |  |  |  |  |  |  |  |  |  |  |  |  |  |
|          |          |          |          |          |          |  |  | 夏目伸六        | 夏目伸六        | 夏目伸六        | 夏目伸六        | 夏目伸六        | 夏目伸六        |  |  |                 |                 |                 |                 |                 |                 |          |          | 夏目純一   | 夏目純一   | 夏目純一   | 夏目純一   | 夏目純一   | 夏目純一   |          |          | 筆子       | 筆子       | 筆子       | 筆子       | 筆子       | 筆子       |  |  | 松岡譲                | 松岡譲                | 松岡譲                | 松岡譲                | 松岡譲                | 松岡譲                |  |  |  |  |  |  |  |  |  |  |  |  |  |  |  |  |  |  |  |  |  |  |  |  |  |  |  |  |  |  |  |  |
|          |          |          |          |          |          |  |  | 夏目伸六        | 夏目伸六        | 夏目伸六        | 夏目伸六        | 夏目伸六        | 夏目伸六        |  |  |                 |                 |                 |                 |                 |                 |          |          | 夏目純一   | 夏目純一   | 夏目純一   | 夏目純一   | 夏目純一   | 夏目純一   |          |          | 筆子       | 筆子       | 筆子       | 筆子       | 筆子       | 筆子       |  |  | 松岡譲                | 松岡譲                | 松岡譲                | 松岡譲                | 松岡譲                | 松岡譲                |  |  |  |  |  |  |  |  |  |  |  |  |  |  |  |  |  |  |  |  |  |  |  |  |  |  |  |  |  |  |  |  |
|          |          |          |          |          |          |  |  |                 |                 |                 |                 |                 |                 |  |  |                 |                 |                 |                 |                 |                 |          |          |            |            |            |            |            |            |          |          |            |            |            |            |            |            |  |  |                       |                       |                       |                       |                       |                       |  |  |  |  |  |  |  |  |  |  |  |  |  |  |  |  |  |  |  |  |  |  |  |  |  |  |  |  |  |  |  |  |
|          |          |          |          |          |          |  |  |                 |                 |                 |                 |                 |                 |  |  |                 |                 |                 |                 |                 |                 |          |          |            |            |            |            |            |            |          |          |            |            |            |            |            |            |  |  |                       |                       |                       |                       |                       |                       |  |  |  |  |  |  |  |  |  |  |  |  |  |  |  |  |  |  |  |  |  |  |  |  |  |  |  |  |  |  |  |  |
|          |          |          |          |          |          |  |  | （伸六の 長女） | （伸六の 長女） | （伸六の 長女） | （伸六の 長女） | （伸六の 長女） | （伸六の 長女） |  |  | （純一の 長女） | （純一の 長女） | （純一の 長女） | （純一の 長女） | （純一の 長女） | （純一の 長女） |          |          | 夏目房之介 | 夏目房之介 | 夏目房之介 | 夏目房之介 | 夏目房之介 | 夏目房之介 |          |          | 半藤末利子 | 半藤末利子 | 半藤末利子 | 半藤末利子 | 半藤末利子 | 半藤末利子 |  |  | 松岡陽子 マックレイン | 松岡陽子 マックレイン | 松岡陽子 マックレイン | 松岡陽子 マックレイン | 松岡陽子 マックレイン | 松岡陽子 マックレイン |  |  |  |  |  |  |  |  |  |  |  |  |  |  |  |  |  |  |  |  |  |  |  |  |  |  |  |  |  |  |  |  |
|          |          |          |          |          |          |  |  | （伸六の 長女） | （伸六の 長女） | （伸六の 長女） | （伸六の 長女） | （伸六の 長女） | （伸六の 長女） |  |  | （純一の 長女） | （純一の 長女） | （純一の 長女） | （純一の 長女） | （純一の 長女） | （純一の 長女） |          |          | 夏目房之介 | 夏目房之介 | 夏目房之介 | 夏目房之介 | 夏目房之介 | 夏目房之介 |          |          | 半藤末利子 | 半藤末利子 | 半藤末利子 | 半藤末利子 | 半藤末利子 | 半藤末利子 |  |  | 松岡陽子 マックレイン | 松岡陽子 マックレイン | 松岡陽子 マックレイン | 松岡陽子 マックレイン | 松岡陽子 マックレイン | 松岡陽子 マックレイン |  |  |  |  |  |  |  |  |  |  |  |  |  |  |  |  |  |  |  |  |  |  |  |  |  |  |  |  |  |  |  |  |
|          |          |          |          |          |          |  |  |                 |                 |                 |                 |                 |                 |  |  |                 |                 |                 |                 |                 |                 |          |          |            |            |            |            |            |            |          |          |            |            |            |            |            |            |  |  |                       |                       |                       |                       |                       |                       |  |  |  |  |  |  |  |  |  |  |  |  |  |  |  |  |  |  |  |  |  |  |  |  |  |  |  |  |  |  |  |  |
| 夏目哲郎 | 夏目哲郎 | 夏目哲郎 | 夏目哲郎 | 夏目哲郎 | 夏目哲郎 |  |  | 夏目一人        | 夏目一人        | 夏目一人        | 夏目一人        | 夏目一人        | 夏目一人        |  |  | Emi             | Emi             | Emi             | Emi             | Emi             | Emi             |          |          |            |            |            |            |            |            |          |          |            |            |            |            |            |            |  |  |                       |                       |                       |                       |                       |                       |  |  |  |  |  |  |  |  |  |  |  |  |  |  |  |  |  |  |  |  |  |  |  |  |  |  |  |  |  |  |  |  |

|                   |                   |                   |                   |                   |                   |  |  | 三田平凡寺 |            |            |            |            |            |  |  |                   |                   |                   |                   |                   |                   |  |  |          |          |          |          |          |          |  |  |  |  |  |  |  |  |  |  |  |  |  |  |
|                   |                   |                   |                   |                   |                   |  |  |            |            |            |            |            |            |  |  |                   |                   |                   |                   |                   |                   |  |  |          |          |          |          |          |          |  |  |  |  |  |  |  |  |  |  |  |  |  |  |
|                   |                   |                   |                   |                   |                   |  |  |            |            |            |            |            |            |  |  |                   |                   |                   |                   |                   |                   |  |  |          |          |          |          |          |          |  |  |  |  |  |  |  |  |  |  |  |  |  |  |
| （平凡寺の 末娘） | （平凡寺の 末娘） | （平凡寺の 末娘） | （平凡寺の 末娘） | （平凡寺の 末娘） | （平凡寺の 末娘） |  |  | 夏目純一   | 夏目純一   | 夏目純一   | 夏目純一   | 夏目純一   | 夏目純一   |  |  | （平凡寺の 二女） | （平凡寺の 二女） | （平凡寺の 二女） | （平凡寺の 二女） | （平凡寺の 二女） | （平凡寺の 二女） |  |  | 雨田光平 | 雨田光平 | 雨田光平 | 雨田光平 | 雨田光平 | 雨田光平 |  |  |  |  |  |  |  |  |  |  |  |  |  |  |
| （平凡寺の 末娘） | （平凡寺の 末娘） | （平凡寺の 末娘） | （平凡寺の 末娘） | （平凡寺の 末娘） | （平凡寺の 末娘） |  |  | 夏目純一   | 夏目純一   | 夏目純一   | 夏目純一   | 夏目純一   | 夏目純一   |  |  | （平凡寺の 二女） | （平凡寺の 二女） | （平凡寺の 二女） | （平凡寺の 二女） | （平凡寺の 二女） | （平凡寺の 二女） |  |  | 雨田光平 | 雨田光平 | 雨田光平 | 雨田光平 | 雨田光平 | 雨田光平 |  |  |  |  |  |  |  |  |  |  |  |  |  |  |
|                   |                   |                   |                   |                   |                   |  |  |            |            |            |            |            |            |  |  |                   |                   |                   |                   |                   |                   |  |  |          |          |          |          |          |          |  |  |  |  |  |  |  |  |  |  |  |  |  |  |
|                   |                   |                   |                   |                   |                   |  |  |            |            |            |            |            |            |  |  |                   |                   |                   |                   |                   |                   |  |  |          |          |          |          |          |          |  |  |  |  |  |  |  |  |  |  |  |  |  |  |
| （純一の 長女）   | （純一の 長女）   | （純一の 長女）   | （純一の 長女）   | （純一の 長女）   | （純一の 長女）   |  |  | 夏目房之介 | 夏目房之介 | 夏目房之介 | 夏目房之介 | 夏目房之介 | 夏目房之介 |  |  |                   |                   |                   |                   |                   |                   |  |  |          |          |          |          |          |          |  |  |  |  |  |  |  |  |  |  |  |  |  |  |
| （純一の 長女）   | （純一の 長女）   | （純一の 長女）   | （純一の 長女）   | （純一の 長女）   | （純一の 長女）   |  |  | 夏目房之介 | 夏目房之介 | 夏目房之介 | 夏目房之介 | 夏目房之介 | 夏目房之介 |  |  |                   |                   |                   |                   |                   |                   |  |  |          |          |          |          |          |          |  |  |  |  |  |  |  |  |  |  |  |  |  |  |
| Emi               |                   |                   |                   |                   |                   |  |  |            |            |            |            |            |            |  |  |                   |                   |                   |                   |                   |                   |  |  |          |          |          |          |          |          |  |  |  |  |  |  |  |  |  |  |  |  |  |  |

- そのほかにも、半藤一利（義従兄）など遠縁の著名人が多数いるが、ここでは夏目房之介の親族に該当する者のみを図示した。

## 受賞
- 1999年、第3回手塚治虫文化賞 マンガ特別賞 受賞（マンガ批評の優れた業績に対して）

## 著書
- 『とんでるバカ本』1 - 2（廣済堂出版、1979年 - 1981年）
- 『ザッツ・パロディ』（サン出版、1981年6月）
- 『粋なトラブル』（東京三世社、1984年2月）
- 『夏目房之介の漫画学-マンガでマンガを読む』(大和書房、1985年8月、のちちくま文庫）
- 『男と女の法則 マンガ・セクソロジー入門 その作法と実技を古典に学ぶ]（祥伝社ノン・ブック 1987年5月）
  - 『男女のしかた』（ちくま文庫、1993年）
- 『夏目房之介の学問』（新潮社、1987年） - 『週刊朝日』連載作をまとめたもの
- 『夏目房之介の講座 知の戯画化によるナンデモロジー』（広済堂出版、1988年5月 のちちくま文庫）
- 『夏目房之介の恋愛学』（文春ネスコ 1989年9月）
- 『夏目房之介の講座 完結編 マンガ言語による世界の読み方』（広済堂出版、1989年4月）
- 『消えた魔球―熱血スポーツ漫画はいかにして燃えつきたか』（双葉社、1991年7月、のち新潮文庫）
- 『手塚治虫はどこにいる』（ちくまライブラリー、1992年6月、のちちくま文庫）
- 『新編 学問 虎の巻』（新潮社、1992年10月）
- 『読書学』（潮出版社、1993年）
- 『古典教養そこつ講座』（文藝春秋社、1994年5月、のち文庫）
- 『新編 学問〈龍の巻〉』（新潮社、1994年6月）
- 『手塚治虫の冒険―戦後マンガの神々』（筑摩書房、1995年6月、のち小学館文庫）
- 『人生の達人』（小学館・サライブックス、1995、のち文庫）
- 『名作』1 - 2（潮出版社、1996年 - 1997年）
- 『不肖の孫』（筑摩書房、1996年）
- 『マンガはなぜ面白いのか―その表現と文法』（NHKライブラリー、1997年）
- 『青春マンガ列伝』（マガジンハウス、1997年）
  - 『あの頃マンガは思春期だった』（ちくま文庫）
- 『マンガと「戦争」』（講談社現代新書、1997年12月）
- 『笑う長嶋』（太田出版、1998年）
- 『TV大語解』（小学館、1998年5月）
- 『マンガの力―成熟する戦後マンガ』（晶文社、1999年8月）
- 『風雲マンガ列伝―いま読むマンガ116冊』（小学館、2000年）
- 『これから 五〇代の居場所』（講談社、2000年12月）
- 『マンガ 世界 戦略』（小学館、2001年）
- 『あっぱれな人々 13人の人生案内』（小学館、2001年8月）
- 『漱石の孫』（実業之日本社、2003年4月、のち新潮文庫）
- 『起業人 成功するには理由がある! venture future human』（メディアセレクト、2003年12月）
- 『マンガ学への挑戦 進化する批評地図』（NTT出版、2004年10月）
- 『マンガの深読み、大人読み』（イースト・プレス、2004年、のち光文社知恵の森文庫）
- 『おじさん入門』（イースト・プレス、2005年8月）
- 『マンガは今どうなっておるのか?』（メディアセレクト、2005年9月）
- 『孫が読む漱石』（実業之日本社、2006年2月、のち新潮文庫）
- 『マンガに人生を学んで何が悪い?』（ランダムハウス講談社、2006年7月）
- 『本デアル』（毎日新聞社、2009年5月）
- 『書って何だろう？』（二玄社、2010年）

## 共編著
- 『なにがなんでも目立つ本 恐怖の道化学入門!』（しとうきねお共著、徳間書店、1976年）
- 『ひまつぶし哄笑読本』（しとうきねお共著、KKベストセラーズワニの本、1978年2月、のち文庫）
- 『デキコトロジーイラストレイテッド』1 - 2（週刊朝日風俗リサーチ特別局との共著、新潮社、1983年 - 1984年）
- 『新幹線の中の知恵―超特級!おもしろい話・トクする話』（編著、日本実業出版社、1983年）
- 別冊宝島EX『マンガの読み方』（竹熊健太郎ほか共著、宝島社、1995年）
- 『「タウンページ」の歩き方・日本版』丸谷馨著、夏目房之介（イラスト）朝日文庫 2000年5月
- 『夏目&呉の復活!大人まんが』（呉智英共編著、実業之日本社、2002年12月）
- 『マンガの居場所』（編著、 宮本大人、鈴賀れに、瓜生吉則、ヤマダトモコ共著 NTT出版、2003年4月）
- 『作家の猫』青木玉、常盤新平他著、平凡社（コロナ・ブックス）2006年6月
- 『コンテンツの思想―マンガ・アニメ・ライトノベル』東浩紀、伊藤剛、神山健治、桜坂洋、新海誠、新城カズマ、西島大介共著、 青土社 2007年3月
- 『マンガ学入門』（竹内オサム共編著、ミネルヴァ書房、2009年4月）
- 『からだの文化―修行と身体像』（李保華、大地宏子、野村英登、師茂樹共著、五曜書房、2012年7月）
- 『侠気と肉体の時代 現代マンガ選集』（編著、ちくま文庫、2020年9月）

## 出演
- 土曜倶楽部 （NHK教育、1987年 - 1990年） - レギュラーで「講座」コーナーを担当。
- NHK人間大学（NHK教育） - 1998年7月に講座『マンガはなぜ面白いのか その表現と文法』を担当。

- BSマンガ夜話 - レギュラー。「夏目の目」は、先の土曜倶楽部の「講座」風であった。
- 岡田斗司夫のプチクリ学園（CS放送 MONDO21） - 第10回